# 斯特罗姆·瑟蒙德

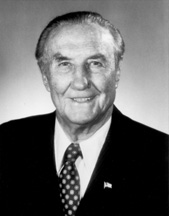
斯特罗姆·瑟蒙德

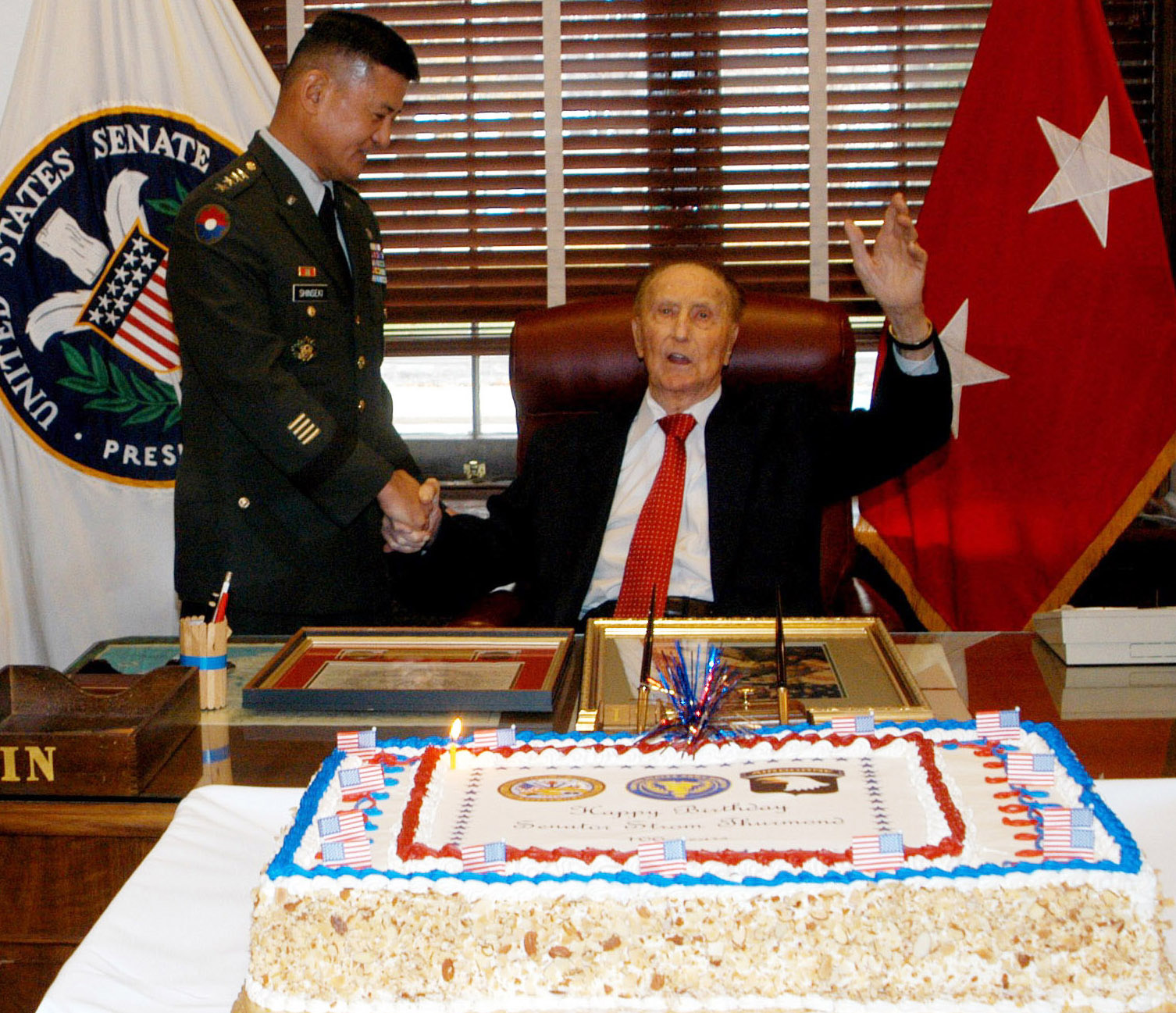
艾力·新關和瑟蒙德，2002年

詹姆斯·斯特罗姆·瑟蒙德（英語：James Strom Thurmond，1902年12月5日—2003年6月26日）是一名美国政治家，于1947年至1951年任南卡罗来纳州州长。他在1954年当选参议员，1956年辞职但同年再次参选，连续在任长达47年之久。1948年瑟蒙德试图参选总统但未成。他原本是民主党人，但因为他和其他南方民主黨人强烈支持維持种族隔离政策，和当时民主党认同非裔美國人民權運動的立场有分歧，1957年民權法案表決前他發表長達24小時的冗長辯論。他于1964年民權法案后退出民主党并加入共和党。他于2003年退休，同年逝世，是唯一一位曾在任內超過100歲的参议员。
儘管瑟蒙德聲稱他從來不是信奉种族主义，並指出他反對民權法案是基于反對當時民主黨政府對地方州權的干涉。雖然他于1970年代逐漸立場溫和，但並未就早年的政治立場修正。

## 早期生活与教育
斯特罗姆·瑟蒙德于1902年12月5日生于南卡罗来纳州的埃奇菲尔德。他曾在南卡罗来纳州克莱门森农业大学（现克莱门森大学）就读，1923年获得园艺学学位。

## 早期职业生涯
毕业后，瑟蒙德曾任农民、教师、运动教练，1929年被任命为埃奇菲尔德县的教育负责人，一直任职至1933年。1930年，他通过了南卡罗来纳州的律师资格考试，从该年直1938年任埃奇菲尔德县律师。1933年，他被选入南卡罗来纳州参议院，作为埃奇菲尔德县的代表。
美军宣布参与第二次世界大战后，他辞去律师职业，加入军队，并参与了诺曼底登陆。战后，他获得多枚勋章。
1946年，他参选南卡罗来纳州州长，并承诺将州政府变得更加透明。在大部分任期中，他比较激进，逮捕了对Willie Earle施以私刑的全部嫌疑人。虽然白人陪审团最终认定他们全部无罪，依然有权益组织对瑟蒙德表示赞赏。
1948年，哈里·S·杜鲁门总统决定在军队实行去种族隔离化。瑟蒙德宣布参加总统选举，身份是第三党派——州权民主党候选人，在四个州取得胜利，获得39张选举人票，但不敌哈里·S·杜鲁门，竞选以失败告终。
1950年，瑟蒙德无法連任州长，于是参与参议员选举，对手是奥林·D·约翰斯顿，但以46%失败。这是瑟蒙德唯一一次在州级选举中失手。

## 参议员生涯

### 1950年代
时任南卡罗来纳州参议员的伯内特·R·梅班克在1954年的复选中并没有竞争对手，但在选举日的两个月前突然去世。民主党紧急指定埃德加·艾伦·布朗为候选人，其竞选活动的负责人是后来的州长约翰·C·韦斯特。民主党并未举行党内初选，遭到许多批评。1952年美國总统选举，瑟蒙德支持共和党候选人德怀特·艾森豪威尔而非民主党候选人阿德萊·史蒂文森，这令民主党领导人不满，没有将瑟蒙德推举为参议员候选人。于是，瑟蒙德公开声明将作为候选名单外的手写候选人参与选举。
瑟蒙德的竞选得到了州长詹姆斯·F·伯恩斯的举荐。他承诺，如果当选，将在1956年辞职，迫使民主党进行党内初选，以保证公平竞争。当时，南卡罗来纳州是单一政党（民主党）执政，黑人实际上在20世纪初就早已被剥夺联邦总统大选以外的投票权；因此，仅白人参与的民主党初选是决定性的选举，初選勝出等同获得胜利。
瑟蒙德获得了绝对的胜利，成为第一个候选名单外的美国参议员。1956年，瑟蒙德如约辞职，举行党内初选，并获得胜利。从此以后，他反复被选为南卡罗来纳州参议员，直至46年后退休为止。
瑟蒙德在政治生涯中对种族隔离政策持支持态度。他撰写了南方宣言的初稿，在其中表明南部诸州对美国最高法院在布朗诉托皮卡教育局案的判决不满。在1957年，为阻挠人权法案通过，瑟蒙德进行了一次冗长发言，耗时24小时18分钟，是单一参议员冗长辩论的最长时间记录。附近的旅店提供帆布床给听辩论的议员们休息。而瑟蒙德的话题越来越偏离主题，甚至包括他祖母的饼干菜谱。有些来自南部的参议员事先做出让步，同意不进行冗长辩论，而瑟蒙德的举动让他们显得没有尽职尽责，因此，他们对瑟蒙德也有不满。
据记者杰夫·沙利特在其2008年出版的书中所述，瑟蒙德是一个美国极具政治活跃度的保守派基督组织的成员。

### 1960年代
在整个1960年代，媒体和其他参议员对于瑟蒙德的评价都不是很高。他履行参议员的职责并不尽心，而是经常缺席投票，也很少主动提出重要的法案。
瑟蒙德与民主党的隔阂越来越深。多数民主党领导人逐漸支持美国南部的非裔美國人民权运动，支持黑人恢復民权，反对种族隔离。1964年民权法案遭到瑟蒙德的反对，但在民主党控制的國會支持下获得了通过。1964年9月16日，瑟蒙德退出民主党，加入共和党，成为首批改换党派的地位显著的民主党人。他说，民主党是少数种族的党派，是权利欲望强烈的工会领袖的党派，是工人寻求政府合同和帮助的党派......侵犯人们的私生活，利用政府力量来强迫、威胁个人......鼓励不法、动乱、暴民......副总统人选是民主党运动的重要领袖......是美国最有影响力的社会主义团体。
從1964年的巴里·戈德华特，1968年的理查德·尼克松当选总统，瑟蒙德对于这两位共和党候选人在南卡罗来纳州的竞选起了很大的作用。南卡罗来纳州和其余美国南部其他州一样，在美国重建时期后，民主党在南部实现政治掌控一個世紀，直至1960年都一直堅定支持民主党。1960年，民主党人越来越支持民权运动，使得约翰·肯尼迪勉强赢得了南卡罗来纳州的选举。
1963年肯尼迪被刺杀后，继任总统林登·约翰逊强烈支持1964年民权法案和1965年的选举权法案，使白人种族隔离主义者愈加不满。这些法案结束了种族隔离，对于数据显示可能剥夺黑人选举权的州，联邦政府能够监控其选举进程。1964年，戈德华特以压倒性优势赢得南卡罗来纳州的选举。
1968年，尼克松首次进行了“南方策略”计划来吸引保守的南部白人选民，讓共和黨首次深入美國南方。虽然种族隔离主義者、退出民主黨參選的喬治·華萊士也在候选名单上，但尼克松以微弱优势赢得了南卡罗来纳州的选举人票。受南卡罗来纳州的白人选民对民主党的厌恶影响，副总统休伯特·汉弗莱的选票不到30%，且集中在黑人聚居的区域。由於生活艱難及不滿種族隔離，20世纪初，南卡罗来纳州的黑人人数就急剧减少，在大迁移中前往北部城市寻找工作。
1966年，前州长弗里茨·霍林斯在一次特殊选举中获得了南卡罗来纳州的另一个参议员席位。他和瑟蒙德共事36年，是美国历史上共事时间最长的参议员。虽然他们的理论差异甚大，他们的私交很好，两人在参议员的前辈地位使得南卡罗来纳州虽然人口不多，却对美国的政治全局有很大影响力。
在1968年的共和党全国会议上，瑟蒙德发挥重要作用，使得尼克松得到了南部代表的肯定，虽然最后一刻加利福尼亚州州长罗纳德·里根决定参与选举。此外，瑟蒙德打消了一些保守人士对于尼克松挑选查尔斯·H·珀西或马克·哈特菲尔德两位激进派共和党人作为副总统人选的顾虑。他告诉尼克松，两人都不是合适的人选，不能被南部接受。最终，尼克松选择了马里兰州州长斯皮罗·阿格纽作为竞选伙伴。
同时，约翰逊试图提拔法官亚伯拉罕·亚伯·方特斯为最高法院的首席大法官，但被以瑟蒙德为首的保守派人士所阻挠。瑟蒙德也不满于厄尔·沃伦领导的最高法院的激进判决，并使得尼克松能够在沃伦退休后才做出任命。
瑟蒙德谴责最高法院在1969年对亚历山大与霍姆斯县教育委员会一案作出的判决。根据该判决，美国南部的学校应立即废除种族隔离。此案之前，最高法院于1954年在布朗诉托皮卡教育局案中判决公立学校中种族隔离违反宪法，遭到南部地区的持续抵抗。瑟蒙德赞扬尼克松总统及其拖延反种族隔离运动的“南部策略”，称尼克松“在这件事上与南方站在一起”。

### 与尼克松的关系
瑟蒙德和尼克松同为共和党人，并且他们志趣相投，因此瑟蒙德和尼克松政府关系亲密。一方面，这让他可以给南卡罗来纳州提供大量的资金、职位和事业。此外，瑟蒙德还成为了华盛顿的政治掮客（控制或影响哪些人可以得到政治权利，并且从中获利的政客），据他的下属所说,他企图成为南卡罗来纳州“必不可少的人物”。
另一方面，尼克松的地位也得到了瑟蒙德的帮助。1972年2月4日，瑟蒙德交给尼克松的助手威廉·提蒙斯一份密信，附带一份文件。这份文件强烈要求要驱逐当时住在纽约的英国音乐家、披头士乐队成员约翰·列侬，他们把他列为“可能导致麻烦的外国人”。文件是关于即将到达美国的列侬巡演，瑟蒙德警告说列侬可能将政治观点和摇滚乐相结合，会对美国年轻人造成潜移默化的影响，并且列侬将组织年轻人在1972年的竞选中投票反对尼克松，进而影响尼克松再次当选的可能性。同时，他也建议，终止列侬的签证是防止其“危害”的有效手段。1972年2月7日，尼克松政府决定开始试图将列侬驱逐出境，这持续了五年。

### 1970年代
在1970年的州长大选中，瑟蒙德更看重保守派的候选人艾伯特·沃森，可是他被政治主张更温和的民主党人打败。这之后，瑟蒙德对于改变人种之间关系的政治观点渐渐变得温和。1971年，瑟蒙德任命一个美国黑人托马斯·莫斯作为他的下属；1983年，他支持将马丁·路德·金的生日立法为联邦政府法定节日。但是瑟蒙德从来没有放弃他早期的关于种族隔离的观点。

### 1980年及以后
1980年美國總統選舉，他支持罗纳德·里根。共和黨重奪參議院控制權後，他成為参议院临时議長。
1981：参议院临时議長
1991：参议院司法委员会高级成员
1995：参议院临时議長
1996：美国年纪最大的在任参议员
1997：美国在位时间最长的参议员（41年零10个月，記錄已被打破）
2002：被共和党的同事林赛·格雷姆接任
2003：离开参议院，同年，迎来100岁生日，同年6月逝世

## 个人感情生活

### 两任妻子
作为一个极具有影响力的政治家，瑟蒙德的私人生活也极富戏剧化。他一生中有两任妻子，且皆为南卡罗莱纳州的选美皇后。第一任妻子是吉恩·克罗奇（Jean Crouch，1926－1960）。1947年4月，瑟蒙德作为南卡罗来纳州选美比赛评委，见到了吉恩。6月，吉恩从温斯洛普学院毕业，瑟蒙德便聘她为自己的私人秘书；9月，他便向吉恩求婚；11月迎娶吉恩为妻时，瑟蒙德44岁，吉恩21岁。但他们的婚姻只持续了13年。1960年，吉恩因脑瘤离开人世。两人并未育有子女。
瑟蒙德的第二任妻子是1965年南卡莱罗纳州小姐南茜·珍妮丝·穆尔（Nancy Janice Moore，1946－2003）。在结婚前南茜也曾在其参议员办公室断断续续地工作过一段时间。1968年，两人以44岁的年龄差距，不顾外界干扰和污蔑结为连理；那时瑟蒙德已66岁高龄，而南茜只有22岁。他们共育有四个子女。

### 私生女埃茜·梅·华盛顿·威廉姆斯
除了这两任合法妻子，雖然是個種族主義者，但瑟蒙德在年轻时卻还曾与一位在他家中工作的黑人女仆有过情史，并诞下一个女儿。女儿出生十六年后才得以与亲生父亲相见，之前一直寄养在姨妈家，因为她的母亲生下她时年仅十六岁，而当时的瑟蒙德也只有二十二岁。于是她的名字不和瑟蒙德姓，而叫做埃茜·梅·华盛顿·威廉姆斯。她对这份家族秘密守口如瓶，直到瑟蒙德百岁退位去世后的半年之后，才公开亮出自己是瑟蒙德之女的身份。这个消息震惊了很多人，有人称“这件事情的重要等级在历史上非常独特，是个令人难以置信的人间戏剧。”但令人惊讶的是，对于瑟蒙德这样一个种族隔离的强烈拥护者，他没有对埃茜置之不理，而是一路提供资金支持直到埃茜成年，埃茜的母亲，瑟蒙德年轻时的情人一直也在照顾之内。埃茜在南卡来罗纳州立大学的学费也是瑟蒙德资助的，甚至在39岁失去丈夫守寡后，带着四个孩子的埃茜得到了瑟蒙德更多的资金补助。
瑟蒙德从没有公开承认过埃茜。埃茜却自始至终保持沉默，这样做的原因用她的话说，是“出于尊重彼此”，“不想做伤害父亲和他身边人的事情”，“说出来对两方都没有好处”等。她的做法的确帮了父亲很大的忙。瑟蒙德政治生涯中最大的事件之一就是阻挠1957年民权法案通过的连续24小时的冗长演讲，这次演讲打着的就是保护南卡罗莱纳不被种族混杂的旗号。如果埃茜在那时向公众揭露事实，瑟蒙德的做法便很有可能使他不再成为美国种族隔离的领头人。
但在埃茜2006年写的回忆录——《亲爱的州长》一书中，她表达了对父亲做法的伤心。她写道：“他从来不用母亲的名字来称呼她，也从未在言语中承认过我是他的女儿。我们的见面像是一次面试，但绝不像父女重聚。”她一直在远处关心着父亲的事业，但父亲的言论却一次次伤了她的心。
如今埃茜已得到瑟蒙德家族的承认，她的名字也与瑟蒙德的另四个白人小孩一起，被刻在了州议会广场前的瑟蒙德碑上。